# Київська муніципальна українська академія танцю імені Сержа Лифаря
Київська муніципальна академія танцю імені Сержа Лифаря — заклад вищої освіти у Києві, готує спеціалістів з хореографії. У 2008 році присвоєне ім'я французького балетного танцівника і хореографа Сержа Лифаря. Знаходиться за адресою — вул. Костянтина Данькевича, 4а.
Заснована у 2001 році за рішенням Київської міської ради як Київська муніципальна українська академія танцю (з 1994 року існувала громадська організація «Українська академія танцю» по бульв. Шевченка, 5)
Засновниками академії є український театрознавець, професор, член-кореспондент Академії мистецтв України Юрій Станішевський та її перший директор - кандидат мистецтвознавства, доцент, професор, заслужений діяч мистецтв України Андрій Лягущенко.
У 2008 році за рішенням Київської міської ради Київська муніципальна українська академія танцю була перейменована у «Київська муніципальна українська академія танцю імені Сержа Лифаря».
7 квітня 2004 року відбулась церемонія відкриття пам'ятної дошки Сержу Лифарю на фасаді академії. В церемонії брав участь Київський міський голова Олександр Омельченко.
Академія має 8 балетних залів, оснащених аудіо та відео-аудіоапаратурою, аудиторії та спеціалізовані кабінети для групових та індивідуальних занять, бібліотеку, кабінет технічних засобів навчання з комп'ютерним класом та студією звукозапису, пошивочно-костюмерний цех, навчальний театр із спеціальним покриттям сцени для балету, сучасним світловим та звуковим обладнанням.
Серед педагогів академії — доктори та кандидати наук, професори й доценти, а також народні, заслужені артисти України, відомі виконавці, більшість з яких були або є сьогодні солістами Національної опери України, Національного ансамблю танцю імені Павла Вірського та інших провідних хореографічних колективів країни. Відділення класичної хореографії очолює народна артистка України, прима-балерина Національної опери України Ганна Дорош, а народного танцю — заслужений артист України Олександр Нестеров.
Є також непересічні творчі особистості, зокрема, кандидат мистецтвознавства, член Національної Спілки Композиторів України Тетяна Швачко; Заслужений діяч мистецтв України член Національної Спілки Композиторів України, композитор і диригент Євген Досенко; лауреат міжнародних композиторських конкурсів, член Міжнародної Гільдії Музикантів (IGMID), Національної Спілки Композиторів України (НСКУ), композитор, диригент  Сергій Степанюк (Я́рунський); лауреат міжнародних конкурсів, піаніст, аранжувальник Микола Дівін; Заслужений діяч естрадного мистецтва України, член Асоціації діячів естрадного мистецтва України, композитор Андрій Халаш, лауреат Премії імені А. Ф. Шекери у галузі хореографічного мистецтва 2019 року Клявін Дмитро Робертович.
Серед випускників:
- Віктор Іщук — соліст Національної опери України, золотий лауреат Московського балетного конкурсу;
- Олексій Потьомкін — лауреат Міжнародного конкурсу балету імені Сержа Лифаря, соліст Львівського театру опери та балету;
- Дмитро Шарай — лауреат четвертого міжнародного фестивалю-конкурсу дитячих балетних вистав «Гран-па», соліст Одеського театру опери та балету,
- Іван Бойко — артист балету Національної опери України
- Олег Петрик (*16 жовтня 1977, Львів) — провідний соліст балету Львівського Національного Академічного театру опери та балету ім. С.Крушельницької, заслужений артист України.
- Ярослав Ткачук — соліст Національної опери України, заслужений артист України.
- Ростислав Янчишен (1991 — 2023) — артист балету Одеського Національного академічного театру опери та балету. Загинув під Бахмутом, 19 квітня 2023 року, захищаючи батьківщину[3].